# حیدر پاشا
حیدر پاشا (به لاتین: Haydar Pasha) یک منطقهٔ مسکونی در قبرس شمالی است که در Nicosia Municipality واقع شده‌است. حیدر پاشا ۱۵۵ نفر جمعیت دارد.